# Keloposepuluh
Keloposepuluh is een bestuurslaag in het regentschap Sidoarjo van de provincie Oost-Java, Indonesië. Keloposepuluh telt 5187 inwoners (volkstelling 2010).